# Paul Kummer
Pour les articles homonymes, voir Kummer.
Paul Kummer est un prêtre et un mycologue allemand, né le 22 août 1834 à Zerbst et mort le 7 juillet 1912 à Hann. Münden.
Il est précepteur, de 1857 à 1863, à Zerbst puis, de 1863 à 1877, prêtre assistant dans cette même ville. Il est ordonné prêtre en 1877 à Hanovre.

## Liste partielle des publications
- 1871 : Der Führer in die Pilzkunde : 146 p. – réédition en 1881-1884, sous le même titre et en deux volumes[1].
- 1874 : Der Führer in die Flechtenkunde.
- 1880 : Praktisches Pilzbuch für jedermann.